# Venezuela (stacja metra)
Venezuela – stacja metra w Buenos Aires, na linii H. Znajduje się za stacją Humberto I, a stacją Once. Stacja została otwarta 31 maja 2007.